# آنتوان دالا سیکا
آنتوان دالا سیکا (انگلیسی: Antoine Dalla Cieca; ۱۵ نوامبر ۱۹۳۱ – ۲۷ ژانویهٔ ۲۰۲۲) بازیکن فوتبال اهل فرانسه بود.
از باشگاه‌هایی که در آن بازی کرده‌است می‌توان به باشگاه فوتبال المپیک لیون، باشگاه فوتبال ستاره سرخ، و باشگاه فوتبال آنژه اشاره کرد.